# Cratere Leighton
Leighton  è un cratere sulla superficie di Marte.